# Matt Roy (hockey sur glace)
Pour les articles homonymes, voir Roy.
Matthew Alan Roy (né le 1er mars 1995 à Canton dans l'état du Michigan aux États-Unis) est un joueur professionnel américain de hockey sur glace. Il évolue au poste de défenseur. 

## Biographie

### Carrière
Il est repêché par les Kings de Los Angeles à la 194e position lors du 7e tour du repêchage d'entrée dans la LNH 2015. À la fin de sa 3e saison universitaire avec les Huskies de Michigan Tech, il signe son contrat d'entrée de deux ans avec les Kings, le 27 mars 2017. Il obtient un essai professionnel pour le reste de la saison 2016-2017 dans la LAH avec le Reign d'Ontario.
Après avoir pris part au camp d'entraînement des Kings, il est cédé au Reign pour la saison 2018-2019. Il joue 44 matchs avec Ontario avant d'être rappelé par les Kings, le 16 février 2019. Le même jour, il dispute son premier match en carrière dans la LNH dans une défaite de 4-2 face aux Bruins de Boston. Le 14 mars 2019, il obtient son premier point dans la LNH sur un but de Austin Wagner dans le match face aux Predators de Nashville.
Le 21 mars 2021, il obtient une prolongation de contrat de trois ans avec les Kings.

## Statistiques

### En club
| Saison     | Équipe                   | Ligue      |     | Saison régulière | Saison régulière | Saison régulière | Saison régulière | Saison régulière |   | Séries éliminatoires | Séries éliminatoires | Séries éliminatoires | Séries éliminatoires | Séries éliminatoires |
| Saison     | Équipe                   | Ligue      | PJ  | B                | A                | Pts              | Pun              | PJ               | B | A                    | Pts                  | Pun                  |                      |                      |
| 2012-2013  | Ice de l'Indiana         | USHL       | 10  | 1                | 2                | 3                | 4                | -                | - | -                    | -                    | -                    |                      |                      |
| 2013-2014  | Ice de l'Indiana         | USHL       | 24  | 4                | 5                | 9                | 21               | 12               | 2 | 4                    | 6                    | 4                    |                      |                      |
| 2014-2015  | Huskies de Michigan Tech | WCHA       | 36  | 0                | 9                | 9                | 22               | -                | - | -                    | -                    | -                    |                      |                      |
| 2015-2016  | Huskies de Michigan Tech | WCHA       | 37  | 7                | 13               | 20               | 37               | -                | - | -                    | -                    | -                    |                      |                      |
| 2016-2017  | Huskies de Michigan Tech | WCHA       | 42  | 5                | 21               | 26               | 74               | -                | - | -                    | -                    | -                    |                      |                      |
| 2016-2017  | Reign d'Ontario          | LAH        | 8   | 0                | 1                | 1                | 7                | 2                | 0 | 0                    | 0                    | 2                    |                      |                      |
| 2017-2018  | Reign d'Ontario          | LAH        | 49  | 4                | 13               | 17               | 23               | 4                | 1 | 1                    | 2                    | 0                    |                      |                      |
| 2018-2019  | Reign d'Ontario          | LAH        | 45  | 8                | 21               | 29               | 17               | -                | - | -                    | -                    | -                    |                      |                      |
| 2018-2019  | Kings de Los Angeles     | LNH        | 25  | 2                | 4                | 6                | 8                | -                | - | -                    | -                    | -                    |                      |                      |
| 2019-2020  | Kings de Los Angeles     | LNH        | 70  | 4                | 14               | 18               | 10               | -                | - | -                    | -                    | -                    |                      |                      |
| 2020-2021  | Kings de Los Angeles     | LNH        | 44  | 2                | 8                | 10               | 8                | -                | - | -                    | -                    | -                    |                      |                      |
| 2021-2022  | Kings de Los Angeles     | LNH        | 67  | 2                | 19               | 21               | 28               | 7                | 0 | 1                    | 1                    | 0                    |                      |                      |
| 2022-2023  | Kings de Los Angeles     | LNH        | 82  | 9                | 17               | 26               | 22               | 6                | 1 | 2                    | 3                    | 0                    |                      |                      |
| 2023-2024  | Kings de Los Angeles     | LNH        | 81  | 5                | 20               | 25               | 42               | 5                | 0 | 2                    | 2                    | 2                    |                      |                      |
| Totaux LNH | Totaux LNH               | Totaux LNH | 369 | 24               | 82               | 106              | 118              | 18               | 1 | 5                    | 6                    | 2                    |                      |                      |

### En équipe nationale
| Année | Compétition          |   | PJ | B | A | Pts | Pun                |  | Résultat |
| 2021  | Championnat du monde | 8 | 0  | 1 | 1 | 4   | Médaille de bronze |  |          |

## Trophées et honneurs personnels

### USHL
- 2013-2014 : champion de la Coupe Clark.

### WCHA
- 2015-2016 : nommé dans la deuxième équipe d'étoiles.
- 2016-2017 : nommé dans la première équipe d'étoiles.